# ريجيسترو
ريجيسترو هي مدينة، وبلدية في البرازيل، تتبع ساو باولو، بلغ عدد سكانها 53٬752  نسمة، في 2000، تبلغ مساحتها 722٫411 كيلومتر مربع.

## الموقع
تشترك في الحدود مع:
- Sete Barras [الإنجليزية]‏.